# Kyrkokör

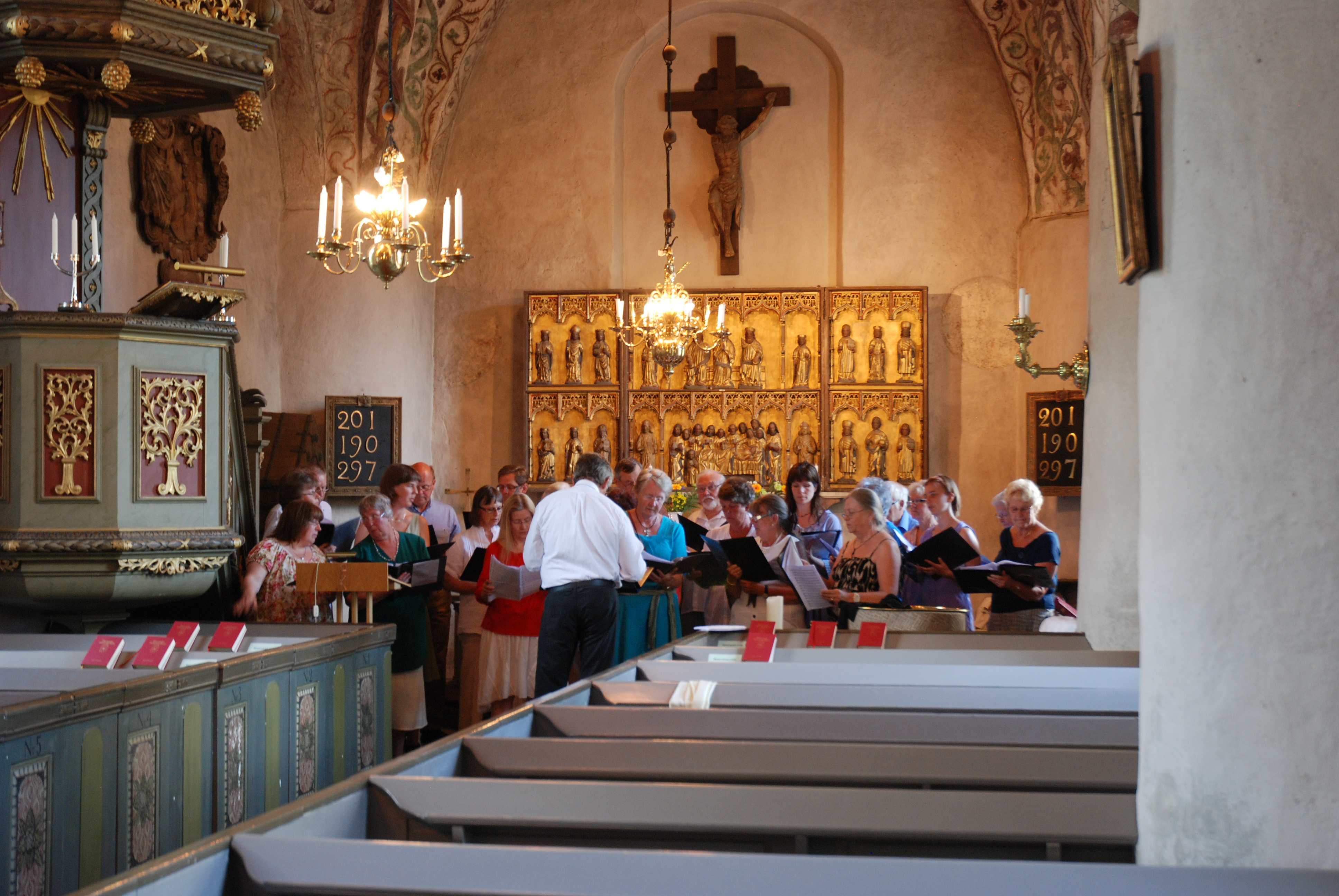
Lagga kyrkokör repeterar

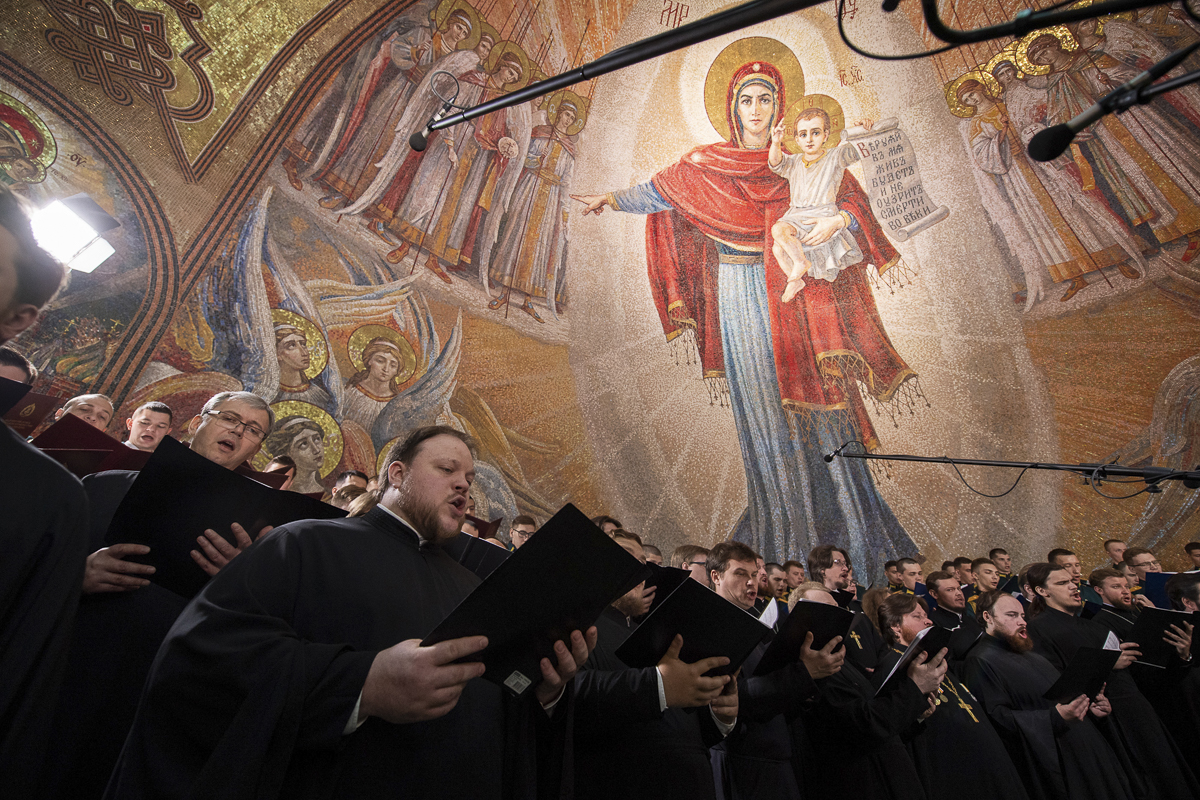
Kyrkokör i Ryska federationens väpnade styrkors huvudkatedral.

En kyrkokör är en kör vars huvudsyfte är att medverka i gudstjänster. Med över 80 000 organiserade medlemmar i Sverige så har kykokörer även blivit ett etablerat inslag i hobbyverksamheten körsång, baserat på såväl kyrkorummets funktion som samlingslokal i både glesbygd och tätort, som dess akustiskt fördelaktiga utformning för vissa musikslag.

## Historia
Kyrkokören växte fram med den gregorianska sången som blev standard i gudstjänsten från senantiken. När den liturgiska sången fram mot 1000-talet allt oftare blev flerstämmig ökade behovet av tränade körsångare. Under medeltiden, när den kristna musiken blomstrade, hade kyrkokören en central plats inom kyrkans musikliv och en aldrig sinande ström av kristen körmusik komponerades. I dag (2014) varierar utbudet i Svenska kyrkan från barnkörer till gospel.

## Olika typer av verk för kyrkokörer
- Motett
- Mässa
- Oratorium
- Passion
- Rekviem
- Te Deum

### Fotnoter
1. ↑  ”Sjunga i kör”. Svenska kyrkan. 1 december 2014. https://www.svenskakyrkan.se/sjunga-i-kor. Läst 19 december 2016.